# NFL sezona 1949.
NFL sezona 1949. je 30. po redu sezona nacionalne lige američkog nogometa. 
Sezona je počela 22. rujna 1949. Utakmica za naslov prvaka NFL lige odigrana je 18. prosinca 1949. u Los Angelesu u Kaliforniji na stadionu Los Angeles Memorial Coliseum. U njoj su se sastali pobjednici istočne divizije Philadelphia Eaglesi i pobjednici zapadne divizije Los Angeles Ramsi. Pobijedili su Eaglesi rezultatom 14:0 i osvojili svoj drugi naslov prvaka NFL-a.
Zbog financijskih problema, prije početka sezone 1949. momčad Boston Yanksa se gasi, a mijenja ju momčad New York Bulldogsa.

## Poredak po divizijama na kraju regularnog dijela sezone
| Istočna divizija     |     |     |     |      |     |     |
| Momčad               | Pob | Por | Ner | %    | P+  | P-  |
| Philadelphia Eagles* | 11  | 1   | 0   | 91,7 | 364 | 134 |
| Pittsburgh Steelers  | 6   | 5   | 1   | 54,5 | 224 | 214 |
| New York Giants      | 6   | 6   | 0   | 50,0 | 287 | 298 |
| Washington Redskins  | 4   | 7   | 1   | 36,4 | 268 | 339 |
| New York Bulldogs    | 1   | 10  | 1   | 9,1  | 153 | 368 |

| Zapadna divizija  |     |     |     |      |     |     |
| Momčad            | Pob | Por | Ner | %    | P+  | P-  |
| Los Angeles Rams* | 8   | 2   | 2   | 80,0 | 360 | 239 |
| Chicago Bears     | 9   | 3   | 0   | 75,0 | 332 | 218 |
| Chicago Cardinals | 6   | 5   | 1   | 54,5 | 360 | 301 |
| Detroit Lions     | 4   | 8   | 0   | 33,3 | 237 | 259 |
| Green Bay Packers | 2   | 10  | 0   | 16,7 | 114 | 329 |

Napomena: * - pobjednici konferencije, % - postotak pobjeda, P± - postignuti/primljeni poeni

## Prvenstvena utakmica NFL-a
- 18. prosinca 1949. Los Angeles Rams - Philadelphia Eagles 0:14

## Statistika

### Statistika po igračima

#### U napadu
- Najviše jarda dodavanja: Johnny Lujack, Chicago Bears - 2658
- Najviše jarda probijanja: Steve Van Buren, Philadelphia Eagles - 1146
- Najviše uhvaćenih jarda dodavanja: Bob Mann, Detroit Lions - 1014

#### U obrani
- Najviše presječenih lopti: Bob Nussbaumer, Chicago Cardinals - 12

### Statistika po momčadima

#### U napadu
- Najviše postignutih poena: Philadelphia Eagles - 364 (30,3 po utakmici)
- Najviše ukupno osvojenih jarda: Chicago Bears - 392,9 po utakmici
- Najviše jarda osvojenih dodavanjem: Chicago Bears - 244,2 po utakmici
- Najviše jarda osvojenih probijanjem: Philadelphia Eagles - 217,3 po utakmici

#### U obrani
- Najmanje primljenih poena: Philadelphia Eagles - 134 (11,2 po utakmici)
- Najmanje ukupno izgubljenih jarda: Philadelphia Eagles - 205,4 po utakmici
- Najmanje jarda izgubljenih dodavanjem: Philadelphia Eagles - 104,0 po utakmici
- Najmanje jarda izgubljenih probijanjem: Chicago Bears - 99,7 po utakmici

## Vanjske poveznice
- Pro-Football-Reference.com, statistika sezone 1949. u NFL-u
- NFL.com, sezona 1949.